# 紀州神社
紀州神社（きしゅうじんじゃ）は東京都北区の神社。

## 概要
元亨年間（1321年～1324年）、紀州熊野の鈴木重尚が豊島氏と協力して、豊島村の鎮守として五十太祁神社（現・伊太祁曽神社）を王子村に勧請したのが起源である。
天正年間（1573年～1592年）、豊島村と王子村との間に紛争が起き、豊島村の鎮守なのに他村にあるのは不適当ということで、豊島村内に移した。その後、村内を転々として、最終的に現在地に移転した。

## 交通アクセス
- 王子神谷駅より徒歩11分。